# Faxonia
Faxonia é um género botânico pertencente à família Asteraceae.